# ASB Classic 2024
ASB Classic 2024 byl společný tenisový turnaj na profesionálních okruzích mužů ATP Tour a žen WTA Tour, hraný v areálu ASB Tennis Centre. Čtyřicátý šestý ročník mužského a třicátý sedmý ženského turnaje probíhal mezi 1. a 13. lednem 2024 v novozélandském Aucklandu na dvorcích s tvrdým povrchem GreenSet.  
Ženská část, o týden předcházející muže, s rozpočtem 267 082 dolarů se řadila do kategorie WTA 250. Mužský turnaj dotovaný 739 945 dolary patřil do kategorie ATP Tour 250.  Nejvýše nasazenými singlisty se stali sedmnáctý hráč světa Ben Shelton a světová trojka Coco Gauffová ze Spojených států. Jako poslední přímá účastnice do hlavní soutěže nastoupila americká 99. hráčka žebříčku Claire Liuová.
Na okruh se vrátila 21letá Britka Emma Raducanuová, která nehrála od dubnového Stuttgart Open 2023 kvůli operacím obou zápěstí a hlezna.
V důsledku invaze Ruska na Ukrajinu na konci února 2022 řídící organizace tenisu ATP, WTA a ITF s grandslamy rozhodly, že ruští a běloruští tenisté mohli dále na okruzích startovat, ale do odvolání nikoli pod vlajkami Ruska a Běloruska.
Premiérovou trofej na okruhu ATP Tour získal ve dvouhře 26letý Chilan Alejandro Tabilo. Bodový zisk jej poprvé v kariéře posunul do elitní světové padesátky. Na mužském okruhu vyhrál jako první kvalifikant od triumfu Juana Manuela Cerúndola na Córdoba Open 2021. Sedmý singlový titul na okruhu WTA Tour vybojovala americká světová trojka Coco Gauffová a v 19 letech poprvé obhájila trofej. Při druhé účasti v Aucklandu udržela neporazitelnost, s celkovou bilancí setů 20–1. Titul z mužské čtyřhry si odvezli Nizozemec Wesley Koolhof s Chorvatem Nikolou Mektićem, jenž triumfoval podruhé v řadě. Ženský debl ovládly Kazachstánka Anna Danilinová se Slovenkou Viktórií Hrunčákovou a získaly první společnou trofej.

## Rozdělení bodů a finančních odměn

### Rozdělení bodů
| Soutěž       | Soutěž       | vítězové | finalisté | semifinalisté | čtvrtfinalisté | 16 v kole | 32 v kole | Q  | Q2 | Q1 |
| ------------ | ------------ | -------- | --------- | ------------- | -------------- | --------- | --------- | -- | -- | -- |
| dvouhra mužů | [ 3 ] [ 13 ] | 250      | 165       | 100           | 50             | 25        | 0         | 13 | 7  | 0  |
| čtyřhra mužů | [ 14 ]       | 250      | 150       | 90            | 45             | 0         | —         | —  | —  | —  |
| dvouhra žen  | [ 2 ] [ 15 ] | 250      | 163       | 98            | 54             | 30        | 1         | 18 | 12 | 1  |
| čtyřhra žen  | [ 16 ]       | 250      | 163       | 98            | 54             | 1         | —         | —  | —  | —  |

### Finanční odměny
| Soutěž                                | Soutěž       | vítězové  | finalisté | semifinalisté | čtvrtfinalisté | 16 v kole | 32 v kole | Q2      | Q1      |
| ------------------------------------- | ------------ | --------- | --------- | ------------- | -------------- | --------- | --------- | ------- | ------- |
| dvouhra mužů                          | [ 3 ] [ 13 ] | 100 000 $ | 57 845 $  | 34 000 $      | 20 000 $       | 11 600 $  | 7 200 $   | 3 650 $ | 2 050 $ |
| dvouhra žen                           | [ 2 ] [ 15 ] | 35 250 $  | 20 830 $  | 11 610 $      | 6 608 $        | 4 040 $   | 2 890 $   | 2 140 $ | 1 380 $ |
| čtyřhra mužů                          | [ 14 ]       | 35 000 $  | 18 800 $  | 11 000 $      | 6 100 $        | 3 600 $   | —         | —       | —       |
| čtyřhra žen                           | [ 16 ]       | 12 820 $  | 7 210 $   | 4 140 $       | 2 470 $        | 1 900 $   | —         | —       | —       |
| částka ve čtyřhrách je uvedena na pár |              |           |           |               |                |           |           |         |         |

## Dvouhra mužů

### Nasazení
| Stát                         | Hráč                  | ATP | Nasazení |
| ---------------------------- | --------------------- | --- | -------- |
| USA                          | Ben Shelton           | 17. | 1.       |
| Spojené království           | Cameron Norrie        | 18. | 2.       |
| Argentina                    | Francisco Cerúndolo   | 21. | 3.       |
| Kanada                       | Félix Auger-Aliassime | 29. | 4.       |
| USA                          | Christopher Eubanks   | 34. | 5.       |
| Francie                      | Arthur Fils           | 36. | 6.       |
| Rakousko                     | Sebastian Ofner       | 43. | 7.       |
| Austrálie                    | Max Purcell           | 45. | 8.       |
| Žebříček ATP k 1. lednu 2024 |                       |     |          |

### Jiné formy účasti
Následující hráči obdrželi divokou kartu do hlavní soutěže:
- Richard Gasquet
- Kiranpal Pannu
- Denis Shapovalov

Následující hráči postoupili z kvalifikace:
- Alex Michelsen
- Alexandre Müller
- Alejandro Tabilo
- Luca Van Assche

### Odhlášení
před zahájením turnaje
- Adrian Mannarino → nahradil jej  Benjamin Bonzi
- Jan-Lennard Struff → nahradil jej  Gaël Monfils

## Mužská čtyřhra

### Nasazení
| Stát                                                                                  | Hráč              | Stát        | Hráč             | ATP | Nasazení |
| ------------------------------------------------------------------------------------- | ----------------- | ----------- | ---------------- | --- | -------- |
| Španělsko                                                                             | Marcel Granollers | Argentina   | Horacio Zeballos | 15. | 1.       |
| Argentina                                                                             | Máximo González   | Argentina   | Andrés Molteni   | 26. | 2.       |
| Spojené království                                                                    | Jamie Murray      | Nový Zéland | Michael Venus    | 32. | 3.       |
| USA                                                                                   | Nathaniel Lammons | USA         | Jackson Withrow  | 49. | 4.       |
| Žebříček ATP k 1. lednu 2024; číslo je součtem žebříčkového postavení obou členů páru |                   |             |                  |     |          |

### Jiné formy účasti
Následující páry obdržely divokou kartu do hlavní soutěže:
- Marcus Daniell /  Ben McLachlan
- Artem Sitak /  Rubin Statham

## Ženská dvouhra

### Nasazení
| Stát                             | Hráčka            | WTA | Nasazení |
| -------------------------------- | ----------------- | --- | -------- |
| USA                              | Coco Gauffová     | 3.  | 1.       |
| Ukrajina                         | Elina Svitolinová | 25. | 2.       |
| Ukrajina                         | Lesja Curenková   | 31. | 3.       |
| USA                              | Emma Navarrová    | 32. | 4.       |
| Česko                            | Marie Bouzková    | 34. | 5.       |
| Čína                             | Wang Sin-jü       | 36. | 6.       |
| Chorvatsko                       | Petra Martićová   | 40. | 7.       |
| Francie                          | Varvara Gračovová | 43. | 8.       |
| Žebříček WTA k 25. prosinci 2023 |                   |     |          |

### Jiné formy účasti
Následující hráčky obdržely divokou kartu do hlavní soutěže:
- Amanda Anisimovová
- Monique Barryová
- Emma Raducanuová
- Caroline Wozniacká

Následující hráčky postoupily z kvalifikace:
- Brenda Fruhvirtová
- McCartney Kesslerová
- Tereza Martincová
- Elena-Gabriela Ruseová
- Lulu Sunová
- Sachia Vickeryová

## Ženská čtyřhra

### Nasazení
| Stát                                                                                      | Hráčka             | Stát      | Hráčka                   | WTA  | Nasazení |
| ----------------------------------------------------------------------------------------- | ------------------ | --------- | ------------------------ | ---- | -------- |
| Česko                                                                                     | Marie Bouzková     | USA       | Bethanie Mattek-Sandsová | 74.  | 1.       |
| Kazachstán                                                                                | Anna Danilinová    | Slovensko | Viktória Hrunčáková      | 137. | 2.       |
| Nizozemsko                                                                                | Bibiane Schoofsová | Belgie    | Kimberley Zimmermannová  | 144. | 3.       |
| Francie                                                                                   | Jessika Ponchetová | Česko     | Anna Sisková             | 260. | 4.       |
| Žebříček WTA k 25. prosinci 2023; číslo je součtem žebříčkového postavení obou členů páru |                    |           |                          |      |          |

### Jiné formy účasti
Následující pár obdržel divokou kartu do hlavní soutěže:
- Monique Barryová /  Elyse Tseová

## Přehled finále

### Mužská dvouhra
- Alejandro Tabilo vs.  Taró Daniel, 6–2, 7–5

### Ženská dvouhra
- Coco Gauffová vs.  Elina Svitolinová, 6–7(4–7), 6–3, 6–3

### Mužská čtyřhra
- Wesley Koolhof /  Nikola Mektić vs.  Marcel Granollers /  Horacio Zeballos, 6–3, 6–7(5–7), [10–7]

### Ženská čtyřhra
- Anna Danilinová /  Viktória Hrunčáková vs.  Marie Bouzková /  Bethanie Matteková-Sandsová, 6–3, 6–7(5–7), [10–8]